# Rallye de Suède 2025
Le Rallye de Suède 2025, 72e édition, est la deuxième manche du championnat du monde des rallyes 2025 pour les catégories WRC, WRC-2 et WRC-3. Il se déroule sur quatre jours entre le 13 et le 16 février 2025. L’épreuve est basée à Umeå, dans le comté de Västerbotten. Elle se compose de dix-huit spéciales, couvrant une distance de compétition totale de 300,22 km.
Esapekka Lappi et Janne Ferm sont les vainqueurs en titre, tandis que l'équipe Hyundai Shell Mobis WRT est l'équipe vainqueure en titre. Oliver Solberg et Elliott Edmondson sont les vainqueurs en titre dans la catégorie WRC2.

## Engagés
Les équipages suivants sont engagés dans le rallye. L’événement est ouvert aux équipages participant au Championnat du Monde des Rallyes et à ses catégories de soutien : au Championnat du Monde des Rallyes-2, au Championnat du Monde des Rallyes-3 et au Championnat du monde des rallyes junior, ainsi qu'aux concurrents privés qui ne sont enregistrés pour marquer des points dans aucun championnat. Douze équipages Rally1 doivent participer au Championnat du Monde des Rallyes, vingt équipages Rally2 au WRC-2, dix-neuf équipages Rally3 au WRC-3 et douze équipages au J-WRC.

### WRC
| No. | Pilote             | Copilote            | Équipe                   | Voiture                | Éligible | Pneus |
| --- | ------------------ | ------------------- | ------------------------ | ---------------------- | -------- | ----- |
| 1   | Thierry Neuville   | Martijn Wydaeghe    | Hyundai Shell Mobis WRT  | Hyundai i20 N Rally1   | WRC      | H     |
| 5   | Sami Pajari        | Marko Salminen      | Toyota Gazoo Racing WRT2 | Toyota GR Yaris Rally1 | WRC      | H     |
| 8   | Ott Tänak          | Martin Järveoja     | Hyundai Shell Mobis WRT  | Hyundai i20 N Rally1   | WRC      | H     |
| 9   | Jourdan Serderidis | Frédéric Miclotte   | M-Sport Ford WRT         | Ford Puma Rally1       | WRC      | H     |
| 13  | Grégoire Munster   | Louis Louka         | M-Sport Ford WRT         | Ford Puma Rally1       | WRC      | H     |
| 16  | Adrien Fourmaux    | Alexandre Coria     | Hyundai Shell Mobis WRT  | Hyundai i20 N Rally1   | WRC      | H     |
| 18  | Takamoto Katsuta   | Aaron Johnston (en) | Toyota Gazoo Racing WRT  | Toyota GR Yaris Rally1 | WRC      | H     |
| 22  | Mārtiņš Sesks      | Renārs Francis      | M-Sport Ford WRT         | Ford Puma Rally1       | WRC      | H     |
| 33  | Elfyn Evans        | Scott Martin        | Toyota Gazoo Racing WRT  | Toyota GR Yaris Rally1 | WRC      | H     |
| 37  | Lorenzo Bertelli   | Simone Scattolin    | Toyota Gazoo Racing WRT  | Toyota GR Yaris Rally1 | WRC      | H     |
| 55  | Josh McErlean      | Eoin Treacy         | M-Sport Ford WRT         | Ford Puma Rally1       | WRC      | H     |
| 69  | Kalle Rovanperä    | Jonne Halttunen     | Toyota Gazoo Racing WRT  | Toyota GR Yaris Rally1 | WRC      | H     |

### WRC2
| No. | Pilote              | Copilote               | Ecurie                     | Voiture                | Éligible | Pneus |
| --- | ------------------- | ---------------------- | -------------------------- | ---------------------- | -------- | ----- |
| 20  | Oliver Solberg      | Elliott Edmondson      | Printsport                 | Toyota GR Yaris Rally2 | WRC-2    | H     |
| 21  | Georg Linnamäe      | James Morgan           | Georg Linnamäe             | Toyota GR Yaris Rally2 | WRC-2    | H     |
| 23  | Roope Korhonen      | Anssi Viinikka         | Roope Korhonen             | Toyota GR Yaris Rally2 | WRC-2    | H     |
| 24  | Pontus Tidemand     | Jörgen Eriksen         | Pontus Tidemand            | Škoda Fabia RS Rally2  | WRC-2    | H     |
| 25  | Mikko Heikkilä      | Kristian Temonen       | Mikko Heikkilä             | Toyota GR Yaris Rally2 | WRC-2    | H     |
| 26  | Lauri Joona         | Samu Vaaleri           | Lauri Joona                | Škoda Fabia RS Rally2  | WRC-2    | H     |
| 27  | Fabrizio Zaldivar   | Marcelo Der Ohannesian | Toksport WRT               | Škoda Fabia RS Rally2  | WRC-2    | H     |
| 29  | Isak Reiersen       | Stefan Gustavsson      | Isak Reiersen              | Škoda Fabia RS Rally2  | WRC-2    | H     |
| 30  | Romet Jürgenson     | Siim Oja               | Romet Jürgenson            | Ford Fiesta Rally2     | WRC-2    | H     |
| 31  | Hikaru Kogure       | Topi Matias Luhtinen   | Toyota Gazoo Racing WRT NG | Toyota GR Yaris Rally2 | WRC-2    | H     |
| 32  | Yuki Yamamoto       | James Fulton           | Toyota Gazoo Racing WRT NG | Toyota GR Yaris Rally2 | WRC-2    | H     |
| 34  | Tuukka Kauppinen    | Sebastian Virtanen     | Tuukka Kauppinen           | Toyota GR Yaris Rally2 | WRC-2    | H     |
| 35  | Michał Sołowow      | Maciej Baran           | Printsport                 | Toyota GR Yaris Rally2 | WRC-2    | H     |
| 36  | Filip Kohn          | Ross Whittock          | Filip Kohn                 | Škoda Fabia RS Rally2  | WRC-2    | H     |
| 38  | Bernhard ten Brinke | Tom Woodburn           | Bernhard ten Brinke        | Škoda Fabia RS Rally2  | WRC-2    | H     |
| 39  | Jarosław Kołtun     | Ireneusz Pleskot       | Jarosław Kołtun            | Škoda Fabia RS Rally2  | WRC-2    | H     |
| 40  | Alejandro Mauro     | Adrián Pérez           | Alejandro Mauro            | Škoda Fabia RS Rally2  | WRC-2    | H     |
| 41  | Uğur Soylu          | Sener Güray            | GP Garage My Team          | Škoda Fabia RS Rally2  | WRC-2    | H     |
| 42  | Miguel Granados     | Marc Martí             | Miguel Granados            | Škoda Fabia RS Rally2  | WRC-2    | H     |
| 43  | Rachele Somaschini  | Nicola Arena           | Rachele Somaschini         | Citroën C3 Rally2      | WRC-2    | H     |

| Clé   | Clé                                                                             |
| Icône | Classe                                                                          |
| ----- | ------------------------------------------------------------------------------- |
| WRC   | Engagés éligibles pour marquer des points au championnat constructeurs WRC      |
| WRC   | Engagés majeurs inéligibles pour marquer des points au classement constructeurs |
| WRC-2 | Enregistrés pour marquer des points dans le championnat WRC-2                   |

## Calendrier et déroulement des spéciales
All dates and times are CET (UTC+1).
| Date       | No.  | Heure         | Nom de la spéciale                    | Distance                              | Vainqueur E.S.                        | Temps                                 | Leader au général |
| ---------- | ---- | ------------- | ------------------------------------- | ------------------------------------- | ------------------------------------- | ------------------------------------- | ----------------- |
| 13 Février | NC   | Après 9:01    | Umeå City (Shakedown)                 | 3.44 km                               | Thierry Neuville                      | 2:06.5                                | --                |
| 13 Février |      | Après 18:40   | Cérémonie d'ouverture, Red Barn Arena | Cérémonie d'ouverture, Red Barn Arena | Cérémonie d'ouverture, Red Barn Arena | Cérémonie d'ouverture, Red Barn Arena | --                |
| 13 Février | ES1  | Après 19:05   | Umeå Sprint 1                         | 5.16 km                               | Elfyn Evans                           | 3:21.6                                | Elfyn Evans       |
| 14 Février | SS2  | Après 9:18    | Bygdsiljum 1                          | 28.27 km                              | Elfyn Evans                           | 13:58.8                               | Elfyn Evans       |
| 14 Février | SS3  | Après 10:19   | Andersvattnet 1                       | 20.51 km                              | Adrien Fourmaux                       | 10:43.8                               | Elfyn Evans       |
| 14 Février | SS4  | Après 11:27   | Bäck 1                                | 10.80 km                              | Adrien Fourmaux                       | 5:54.6                                | Elfyn Evans       |
| 14 Février |      | 12:35 – 12:55 | Regroupement, Red Barn                | Regroupement, Red Barn                | Regroupement, Red Barn                | Regroupement, Red Barn                | Elfyn Evans       |
| 14 Février |      | 12:55 – 13:35 | Service A, Umeå                       | Service A, Umeå                       | Service A, Umeå                       | Service A, Umeå                       | Elfyn Evans       |
| 14 Février | SS5  | Après 14:48   | Bygdsiljum 2                          | 28.27 km                              | Takamoto Katsuta                      | 13:50.1                               | Takamoto Katsuta  |
| 14 Février | SS6  | Après 15:49   | Andersvattnet 2                       | 20.51 km                              | Ott Tänak                             | 10:49.2                               | Elfyn Evans       |
| 14 Février | SS7  | Après 16:57   | Bäck 2                                | 10.80 km                              | Thierry Neuville                      | 6:02.5                                | Ott Tänak         |
| 14 Février |      | 18:00 – 18:40 | Regroup, Red Barn                     | Regroup, Red Barn                     | Regroup, Red Barn                     | Regroup, Red Barn                     | Ott Tänak         |
| 14 Février | SS8  | Après19:05    | Umeå Sprint 2                         | 5.16 km                               | Elfyn Evans                           | 3:29.9                                | Elfyn Evans       |
| 14 Février |      | 19:45 – 20:30 | Flexi service B, Umeå                 | Flexi service B, Umeå                 | Flexi service B, Umeå                 | Flexi service B, Umeå                 | Elfyn Evans       |
| 15 Février | SS9  | Après 9:10    | Vännäs 1                              | 15.65 km                              | Kalle Rovanperä                       | 9:00.5                                | Elfyn Evans       |
| 15 Février | SS10 | Après 10:05   | Sarsjöliden 1                         | 14.23 km                              | Elfyn Evans                           | 6:37.5                                | Elfyn Evans       |
| 15 Février | SS11 | Après 11:08   | Kolksele 1                            | 16.06 km                              | Thierry Neuville                      | 8:06.5                                | Elfyn Evans       |
| 15 Février |      | 12:07 – 12:45 | Regroup, Red Barn                     | Regroup, Red Barn                     | Regroup, Red Barn                     | Regroup, Red Barn                     | Elfyn Evans       |
| 15 Février |      | 12:45 – 13:25 | Service C, Umeå                       | Service C, Umeå                       | Service C, Umeå                       | Service C, Umeå                       | Elfyn Evans       |
| 15 Février | SS12 | Après 14:10   | Vännäs 2                              | 15.65 km                              | Adrien Fourmaux                       | 8:59.1                                | Elfyn Evans       |
| 15 Février | SS13 | Après 15:05   | Sarsjöliden 2                         | 14.23 km                              | Elfyn Evans                           | 6:42.4                                | Elfyn Evans       |
| 15 Février | SS14 | Après 16:08   | Kolksele 2                            | 16.06 km                              | Thierry Neuville                      | 8:14.9                                | Elfyn Evans       |
| 15 Février |      | 18:15 – 18:40 | Regroup, Red Barn                     | Regroup, Red Barn                     | Regroup, Red Barn                     | Regroup, Red Barn                     | Elfyn Evans       |
| 15 Février | SS15 | Après 18:05   | Umeå 1                                | 10.08 km                              | Thierry Neuville                      | 3:29.5                                | Elfyn Evans       |
| 15 Février |      | 18:52 – 19:37 | Flexi service D, Umeå                 | Flexi service D, Umeå                 | Flexi service D, Umeå                 | Flexi service D, Umeå                 | Elfyn Evans       |
| 16 Février | SS16 | Après 7:27    | Västervik 1                           | 29.35 km                              | Takamoto Katsuta                      | 14:15.3                               | Takamoto Katsuta  |
| 16 Février |      | 8:45 – 9:00   | Regroup, Umeå                         | Regroup, Umeå                         | Regroup, Umeå                         | Regroup, Umeå                         | Takamoto Katsuta  |
| 16 Février |      | 9:00 – 9:15   | Service E, Umeå                       | Service E, Umeå                       | Service E, Umeå                       | Service E, Umeå                       | Takamoto Katsuta  |
| 16 Février | SS17 | Après 9:57    | Västervik 2                           | 29.35 km                              | Elfyn Evans                           | 14:13.3                               | Elfyn Evans       |
| 16 Février |      | 11:15 – 11:55 | Regroup, Red Barn                     | Regroup, Red Barn                     | Regroup, Red Barn                     | Regroup, Red Barn                     | Elfyn Evans       |
| 16 Février | SS18 | Après 12:15   | Umeå 2 (Power Stage)                  | 10.08 km                              | Elfyn Evans                           | 4:58.9                                | Elfyn Evans       |
| 16 Février |      | Après 12:45   | Arrivée, Umeå                         | Arrivée, Umeå                         | Arrivée, Umeå                         | Arrivée, Umeå                         | Elfyn Evans       |
| 16 Février |      | Après13:30    | Podium cérémonie, Red Barn Arena      | Podium cérémonie, Red Barn Arena      | Podium cérémonie, Red Barn Arena      | Podium cérémonie, Red Barn Arena      | Elfyn Evans       |
| Source:    |      |               |                                       |                                       |                                       |                                       |                   |

## Classement final

### WRC
| Championnat du Monde des Rallyes WRC Rally1 | Championnat du Monde des Rallyes WRC Rally1 | Championnat du Monde des Rallyes WRC Rally1 | Championnat du Monde des Rallyes WRC Rally1 | Championnat du Monde des Rallyes WRC Rally1 | Championnat du Monde des Rallyes WRC Rally1 | Championnat du Monde des Rallyes WRC Rally1 | Championnat du Monde des Rallyes WRC Rally1 | Championnat du Monde des Rallyes WRC Rally1 | Championnat du Monde des Rallyes WRC Rally1 | Championnat du Monde des Rallyes WRC Rally1 | Championnat du Monde des Rallyes WRC Rally1 | Championnat du Monde des Rallyes WRC Rally1 |
| Position                                    | Position                                    | N°                                          | Pilote                                      | Copilote                                    | Équipe                                      | Voiture                                     | Temps                                       | Écart                                       | Points                                      | Points                                      | Points                                      | Points                                      |
| Rallye                                      | Catégorie                                   | N°                                          | Pilote                                      | Copilote                                    | Équipe                                      | Voiture                                     | Temps                                       | Écart                                       | Rallye                                      | DIM                                         | PS                                          | Total                                       |
| ------------------------------------------- | ------------------------------------------- | ------------------------------------------- | ------------------------------------------- | ------------------------------------------- | ------------------------------------------- | ------------------------------------------- | ------------------------------------------- | ------------------------------------------- | ------------------------------------------- | ------------------------------------------- | ------------------------------------------- | ------------------------------------------- |
| 1                                           | 1                                           | 33                                          | Elfyn Evans                                 | Scott Martin                                | Toyota Gazoo Racing WRT                     | Toyota GR Yaris Rally1                      | 2:33:39.2                                   | 0.0                                         | 25                                          | 5                                           | 5                                           | 35                                          |
| 2                                           | 2                                           | 18                                          | Takamoto Katsuta                            | Aaron Johnston                              | Toyota Gazoo Racing WRT                     | Toyota GR Yaris Rally1                      | 2:33:43.0                                   | +3.8                                        | 17                                          | 4                                           | 4                                           | 25                                          |
| 3                                           | 3                                           | 1                                           | Thierry Neuville                            | Martijn Wydaeghe                            | Hyundai Shell Mobis WRT                     | Hyundai i20 N Rally1                        | 2:33:51.1                                   | +11.9                                       | 15                                          | 2                                           | 3                                           | 20                                          |
| 4                                           | 4                                           | 8                                           | Ott Tänak                                   | Martin Järveoja                             | Hyundai Shell Mobis WRT                     | Hyundai i20 N Rally1                        | 2:33:56.0                                   | +16.8                                       | 12                                          | 3                                           | 0                                           | 15                                          |
| 5                                           | 5                                           | 69                                          | Kalle Rovanperä                             | Jonne Halttunen                             | Toyota Gazoo Racing WRT                     | Toyota GR Yaris Rally1                      | 2:34:12.0                                   | +32.8                                       | 10                                          | 1                                           | 2                                           | 13                                          |
| 6                                           | 6                                           | 22                                          | Mārtiņš Sesks                               | Renārs Francis                              | M-Sport Ford WRT                            | Ford Puma Rally1                            | 2:35:48.6                                   | +2:09.4                                     | 8                                           | 0                                           | 0                                           | 8                                           |
| 7                                           | 7                                           | 5                                           | Sami Pajari                                 | Marko Salminen                              | Toyota Gazoo Racing WRT2                    | Toyota GR Yaris Rally1                      | 2:36:06.2                                   | +2:27.0                                     | 6                                           | 0                                           | 0                                           | 6                                           |
| 8                                           | 8                                           | 13                                          | Grégoire Munster                            | Louis Louka                                 | M-Sport Ford WRT                            | Ford Puma Rally1                            | 2:37:47.8                                   | +4:08.6                                     | 4                                           | 0                                           | 0                                           | 4                                           |
| 33                                          | 9                                           | 9                                           | Jourdan Serderidis                          | Frédéric Miclotte                           | M-Sport Ford WRT                            | Ford Puma Rally1                            | 3:00:16.4                                   | +26:37.2                                    | 0                                           | 0                                           | 0                                           | 0                                           |
| 40                                          | 10                                          | 16                                          | Adrien Fourmaux                             | Alexandre Coria                             | Hyundai Shell Mobis WRT                     | Hyundai i20 N Rally1                        | 3:06:44.8                                   | +33:05.6                                    | 0                                           | 0                                           | 1                                           | 1                                           |
| 46                                          | 11                                          | 55                                          | Josh McErlean                               | Eoin Treacy                                 | M-Sport Ford WRT                            | Ford Puma Rally1                            | 3:29:11.1                                   | +55:31.9                                    | 0                                           | 0                                           | 0                                           | 0                                           |
| Source:                                     |                                             |                                             |                                             |                                             |                                             |                                             |                                             |                                             |                                             |                                             |                                             |                                             |

### WRC2
| 9       | 1  | 20 | Oliver Solberg    | Elliott Edmondson      | Printsport                 | Toyota GR Yaris Rally2 | 2:42:02.3 | 0.0      | 25 | 2 |
| 10      | 2  | 23 | Roope Korhonen    | Anssi Viinikka         | Roope Korhonen             | Toyota GR Yaris Rally2 | 2:42:44.8 | +42.5    | 17 | 1 |
| 11      | 3  | 25 | Mikko Heikkilä    | Kristian Temonen       | Mikko Heikkilä             | Škoda Fabia RS Rally2  | 2:43:10.6 | +1:08.3  | 15 | 0 |
| 12      | 4  | 26 | Lauri Joona       | Samu Vaaleri           | Lauri Joona                | Škoda Fabia RS Rally2  | 2:43:46.2 | +1:43.9  | 12 | 0 |
| 13      | 5  | 29 | Isak Reiersen     | Stefan Gustavsson      | Isak Reiersen              | Škoda Fabia RS Rally2  | 2:45:05.7 | +3:03.4  | 10 | 0 |
| 14      | 6  | 27 | Fabrizio Zaldivar | Marcelo Der Ohannesian | Toksport WRT               | Škoda Fabia RS Rally2  | 2:45:37.6 | +3:35.3  | 8  | 0 |
| 15      | 7  | 30 | Romet Jürgenson   | Siim Oja               | FIA Rally Star             | Ford Fiesta Rally2     | 2:45:47.9 | +3:45.6  | 6  | 0 |
| 16      | 8  | 24 | Pontus Tidemand   | Jørgen Eriksen         | Pontus Tidemand            | Škoda Fabia RS Rally2  | 2:46:51.3 | +4:49.0  | 4  | 0 |
| 17      | 9  | 32 | Yuki Yamamoto     | James Fulton           | Toyota Gazoo Racing WRT NG | Toyota GR Yaris Rally2 | 2:49:19.6 | +7:17.3  | 2  | 0 |
| 23      | 10 | 40 | Alejandro Mauro   | Adrián Pérez           | Alejandro Mauro            | Škoda Fabia RS Rally2  | 2:52:56.1 | +10:53.8 | 1  | 0 |
| Source: |    |    |                   |                        |                            |                        |           |          |    |   |